# Helius (Helius) kambanganoides
Helius (Helius) kambanganoides is een tweevleugelige uit de familie steltmuggen (Limoniidae). De soort komt voor in het Oriëntaals gebied.